# Garmab
Garmāb (farsi گرماب) è una città dello shahrestān di Khodabandeh, circoscrizione di Afshar, nella provincia di Zanjan in Iran. Nel 2011 aveva 4.021 abitanti. Si trova a sud di Zanjan nella parte meridionale della regione, 60 km a sud-ovest di Qeydar.